# Ubinskoje
Ubinskoje (russisch У́бинское) ist ein Dorf (selo) in der Oblast Nowosibirsk in Russland mit 5841 Einwohnern (Stand 14. Oktober 2010).

## Geographie
Der Ort liegt gut 200 km Luftlinie westlich des Oblastverwaltungszentrums Nowosibirsk in der Barabasteppe. Er befindet sich zwischen mehreren kleineren See (darunter Bolschoje, Totoschnoje) und etwa 13 km südwestlich des 436 km² großen Ubinskojesees.
Ubinskoje ist Verwaltungszentrum des Rajons Ubinski sowie Sitz der Landgemeinde (selskoje posselenije) Ubinski selsowet, zu der außerdem die Siedlung Kreschtschenski (etwa 12 km nordnordöstlich unweit des Ubinskojesees) und die Ortschaft beim Haltepunkt (Ostanowotschnaja Platforma) 3108 km (10 km westlich) gehören.

## Geschichte
Der Ort entstand als russische Siedlung erstmals zu Beginn des 17. Jahrhunderts, wurde aber während einer Erhebung der in der Region ursprünglich ansässigen Barabatataren, wie die turksprachigen Bewohner des Gebietes zwischen Irtysch und Ob genannt wurden, 1628 zerstört. Als Gründungsjahr des heutigen Ortes gilt 1675. Benannt wurde er nach dem nahen großen See, dessen Bezeichnung wiederum auf das turksprachige ubu für „Sumpf“ zurückgeht.
1722 entstand dort ein Militärposten an der Straße von Tara nach Tomsk, in Folge Teil des Sibirischen Trakts. 1746 wurde die Garnison jedoch an den Fluss Kargat verlegt; dort entstand später etwa 40 km östlich von Ubinskoje die Stadt Kargat.
Seit 1925 ist Ubinskoje Verwaltungssitz eines nach ihm benannten Rajons.

### Bevölkerungsentwicklung
| Jahr | Einwohner |
| ---- | --------- |
| 1859 | 691       |
| 1897 | 825       |
| 1939 | 5220      |
| 1959 | 6130      |
| 1970 | 6776      |
| 1979 | 6297      |
| 1989 | 6586      |
| 2002 | 5958      |
| 2010 | 5841      |

Anmerkung: ab 1897 Volkszählungsdaten

## Verkehr
In Ubinskoje befindet sich die Station Ubinskaja der Transsibirischen Eisenbahn (Streckenkilometer 3118 ab Moskau), die auf diesem Abschnitt 1896 eröffnet wurde und seit 1953 elektrifiziert ist. Einige Kilometer nördlich wird das Dorf von der neuen Trasse der föderalen Fernstraße R254 Irtysch (ehemals M51) umgangen, die Tscheljabinsk über Omsk mit Nowosibirsk verbindet.